# Гнилиця (заказник)
Гнили́ця — гідрологічний заказник місцевого значення в Україні. Розташований у межах Комарівської громади Ніжинського району Чернігівської області, на південь від села Степанівка. 
Площа 11 га. Статус присвоєно згідно з рішенням Чернігвського облвиконкому від 27.12.1984 року № 454; від 28.08.1989 року № 164. Перебуває у віданні ДП «Борзнянське лісове господарство» (Берестовецьке л-во, кв. 32). 
Статус присвоєно для збереження лучно-болотного природного комплексу, розташованого вздовж стариці річки Смолянка (притока Десни). У прилеглому лісовому масиві — дуб, осика, береза.
Екосистема заказника являє собою евтрофне заплавне осокове болото з назкою видів болотного різнотрав'я. Має значення як регулятор водного режиму прилеглих територій.